# Hiéroglyphe égyptien O26
La stèle, en hiéroglyphes égyptiens, est classifiée dans la section O « Bâtiments, parties de bâtiments etc. » de la liste de Gardiner ; cet hiéroglyphe y est noté O26.

## Représentation
Il représente une stèle. Il est translittéré wḏ.

## Utilisation
| O26 | / | V24 | w | O26 |

| O26 | / | V24 | w | O26 |

| P6 | G45 | D54 | O26 |

| P6 | G45 | D54 | O26 |